# Brachioradialis
Brachioradialis är den största flexmuskeln, flexoren, i underarmen, antebrachium. Den har sitt ursprung på crista supracondylaris lateralis humeri. Förenklat kan man säga att den har sitt ursprung på margo lateralis.
Fästet går ner till processus styloideus radii, som är ett utskott på strålbenet.
Muskelns funktion är att utföra en flexion, dock en svag sådan då dess primära huvuduppgift är att göra en flexion från mittläget mellan pronation och supination.
Frakturer som drabbar processus styloideus radii heter " Chauffeur's fracture". Den skada som då skett är att Scaphoideum har klämts emot processus styloideus radii. Skadans namn kommer från de chaufförer som drabbades när rekylen på motorn på äldre bilar fick återrekyl .